# Jean-Pascal Mignot
Pour les articles homonymes, voir Mignot.
Jean-Pascal Mignot, né le 26 février 1981 à Rouen (Haute-Normandie), est un footballeur français qui évoluait au poste de défenseur central et désormais retraité.

## Biographie
Jean-Pascal Mignot est le fils de Bruno Mignot, ancien footballeur pro à Bastia. À l'âge de 14 ans, il intègre le centre de formation de l'AJ Auxerre.
Avec la section football-études du Lycée Fourier d'Auxerre, il remporte le challenge Jean-Leroy en 1998 et 1999.
Il signe son contrat espoir avec Daniel Rolland en 2000, puis un contrat professionnel en 2002 avec Guy Roux, qui le fait débuter en Ligue 1 le 18 janvier 2003, lors d'un match face à Montpellier.
Avec l'AJA, il remporte la Coupe de France en 2003 et en 2005. Il dispute également la Ligue des champions lors de la saison 2010-2011 sous les ordres de Jean Fernandez. Durant cette campagne européenne, il est expulsé pour contestations par l'arbitre lors d'un match contre l'Ajax Amsterdam alors qu'il s'apprêtait seulement à entrer en jeu.

### AS Saint Étienne
Le 1er août 2011, il signe un contrat de trois ans chez les verts de l'AS Saint Étienne pour un montant d'environ 1,5 million d'euros.

### FC Sochaux-Montbéliard
En fin de contrat avec Saint-Étienne et manquant de temps de jeu, il quitte le club forézien pour le FC Sochaux-Montbéliard, relégué en Ligue 2 et s'engage pour deux saisons avec le club franc-comtois. Il joue seulement quatre matchs avec l'équipe professionnelle lors de sa dernière année de contrat.

### Reconversion
Sans club professionnel, il travaille à Auxerre, au sein d'une agence de communication Visionair Technology Projects, en étant chargé du développement commercial.

## Statistiques
| Saison      | Club             | Pays   | Championnat | Championnat | Championnat | Championnat  | Championnat  | Coupe d'Europe | Coupe d'Europe | Coupe d'Europe |
| Saison      | Club             | Pays   | Division    | Matchs      | Buts        | Cartons      | Cartons      | Type           | Matchs         | Buts           |
| ----------- | ---------------- | ------ | ----------- | ----------- | ----------- | ------------ | ------------ | -------------- | -------------- | -------------- |
| Saison      | Club             | Pays   | Division    | Matchs      | Buts        | Carton jaune | Carton rouge | Type           | Matchs         | Buts           |
| 2002 - 2003 | AJ Auxerre       | France | Ligue 1     | 5           | 0           | 0            | 0            | -              | -              | -              |
| 2003 - 2004 | AJ Auxerre       | France | Ligue 1     | 10          | 0           | 1            | 0            | C3             | 4              | 0              |
| 2004 - 2005 | AJ Auxerre       | France | Ligue 1     | 24          | 2           | 6            | 0            | C3             | 9              | 1              |
| 2005 - 2006 | AJ Auxerre       | France | Ligue 1     | 28          | 3           | 7            | 0            | C3             | 1              | 0              |
| 2006 - 2007 | AJ Auxerre       | France | Ligue 1     | 27          | 1           | 9            | 0            | C3             | 5              | 1              |
| 2007 - 2008 | AJ Auxerre       | France | Ligue 1     | 27          | 1           | 7            | 0            | -              | -              | -              |
| 2008 - 2009 | AJ Auxerre       | France | Ligue 1     | 31          | 0           | 10           | 0            | -              | -              | -              |
| 2009 - 2010 | AJ Auxerre       | France | Ligue 1     | 32          | 1           | 6            | 0            | -              | -              | -              |
| 2010 - 2011 | AJ Auxerre       | France | Ligue 1     | 17          | 3           | 6            | 0            | C1             | 4              | 0              |
| 2011 - 2012 | AS Saint-Étienne | France | Ligue 1     | 25          | 1           | 5            | 3            | -              | -              | -              |
| 2012 - 2013 | AS Saint-Étienne | France | Ligue 1     | 7           | 0           | 0            | 0            | -              | -              | -              |
| 2013 - 2014 | AS Saint-Étienne | France | Ligue 1     | 2           | 0           | -            | -            | C3             | 1              | 0              |
| 2014 - 2015 | FC Sochaux       | France | Ligue 2     | 25          | 2           | 10           | -            | -              | -              | -              |
| 2015 - 2016 | FC Sochaux       | France | Ligue 2     | 4           | 0           | 1            | 1            | -              | -              | -              |

Dernière mise à jour le 31 janvier 2016

## Palmarès

### AJ Auxerre
- Vainqueur de la Coupe de France : 2003 et 2005
- Finaliste du Trophée des Champions : 2005
- Vainqueur de la Coupe Gambardella : 2000

### AS Saint-Étienne
- Vainqueur de la Coupe de la Ligue : 2013